# Altobunus
Genre
Altobunus est un genre d'opilions eupnois de la famille des Sclerosomatidae.

## Distribution
Les espèces de ce genre se rencontrent en Indonésie et aux Philippines.

## Liste des espèces
Selon World Catalogue of Opiliones (06/05/2021) :
- Altobunus formosus Roewer, 1910
- Altobunus inermis (Simon, 1877)
- Altobunus maculatus Roewer, 1910

## Publication originale
- Roewer, 1910 : « Revision der Opiliones Plagiostethi (= Opiliones Palpatores). I. Teil: Familie der Phalangiidae. (Subfamilien: Gagrellini, Liobunini, Leptobunini). » Abhandlungen aus dem Gebiete der Naturwissenschaften, herausgegeben vom Naturwissenschaftlichen Verein in Hamburg, vol. 19, p. 1–294.